# Superfluïditeit

Superfluïditeit bij helium.

Superfluïditeit is het verschijnsel dat een vloeistof in het geheel geen viscositeit vertoont. Superfluïditeit werd voor het eerst ontdekt bij helium en treedt op bij extreem lage temperaturen. Het is een kwantumeffect gebaseerd op de Bose-Einsteincondensatie.
De waarschijnlijke oorzaak voor het verschijnsel is dat groepen deeltjes bestaande uit even aantallen subatomaire deeltjes zich als een soort superdeeltje gaan gedragen. De onderlinge krachten van deze deeltjes op elkaar (die de wrijving veroorzaken) komen dan grotendeels te vervallen. "Groepsdeeltjes" ontstaan uit bosonen (deeltjes met heeltallige spin) en uit even aantallen fermionen (deeltjes met halftallige spin).

## Eigenschappen
Wanneer een superfluïde vloeistof in contact wordt gebracht met een vaste stof, ontstaat een dunne vloeistoffilm van 50 tot 100 atomen dik. Deze uiterst dunne laag kan zich toch goed bewegen (wat voor normale vloeistoffen als gevolg van de viscositeit geheel ondenkbaar is). Als gevolg hiervan is het niet mogelijk om een superfluïde vloeistof in een open vat te bewaren zonder dat het over de rand van het vat vloeit. Bij normale vloeistoffen zou dat alleen met een hevel lukken.

het fase diagram van ^{4}He met het verloop van het lambdapunt

Vloeibaar helium komt in twee vormen voor: helium I en helium II. Helium I is een gewone vloeistof, helium II is een superfluïde vloeistof. 4He (de meest voorkomende isotoop van helium) krijgt de vorm van helium II als de temperatuur beneden 2,174 kelvin komt, het zogenaamde lambdapunt.
Aangezien de transformatie van helium I naar helium II een continue faseovergang is, zonder latente warmte bij het lambdapunt, kunnen He I en He II niet naast elkaar bestaan. Als de temperatuur beneden het lambdapunt zakt verandert helium I abrupt in helium II.
Behalve dat helium II geen viscositeit heeft is zijn warmtegeleiding veel groter dan van enige andere stof. Vrijwel oneindig groot zelfs, met als gevolg dat koken van het superfluïdium niet te zien is. Een normale kokende vloeistof gaat bubbelen door de vorming van gasbellen in de vloeistof. Een superfluïdium geleidt de warmte perfect naar de oppervlakte waar de warmte wordt afgevoerd door verdamping. Tijdens het afkoelen van helium is duidelijk het moment te zien waarop het superfluïde wordt: het kokende helium houdt meteen op met bubbelen.
Voorts vertoont helium II een thermodynamisch fonteineffect: wanneer twee vaten die helium II bevatten door een nauwe (capillaire) leiding worden verbonden en een van beide vaten wordt verwarmd, zal er helium naar het verwarmde vat stromen. Omgekeerd zal een geforceerde stroming van helium het helium dat het capillair verlaat afkoelen, het mechanocalorische effect.
Hittegolven bewegen zich in helium II op dezelfde wijze als geluidsgolven, dit fenomeen wordt het tweede geluid genoemd.
Een hoeveelheid helium II zal niet als geheel roteren; een poging om de vloeistof in draaiing te brengen zal resulteren in kleine wervelingen die door de vloeistof verspreid zijn.

## Zichtbaar maken van superfluïditeit

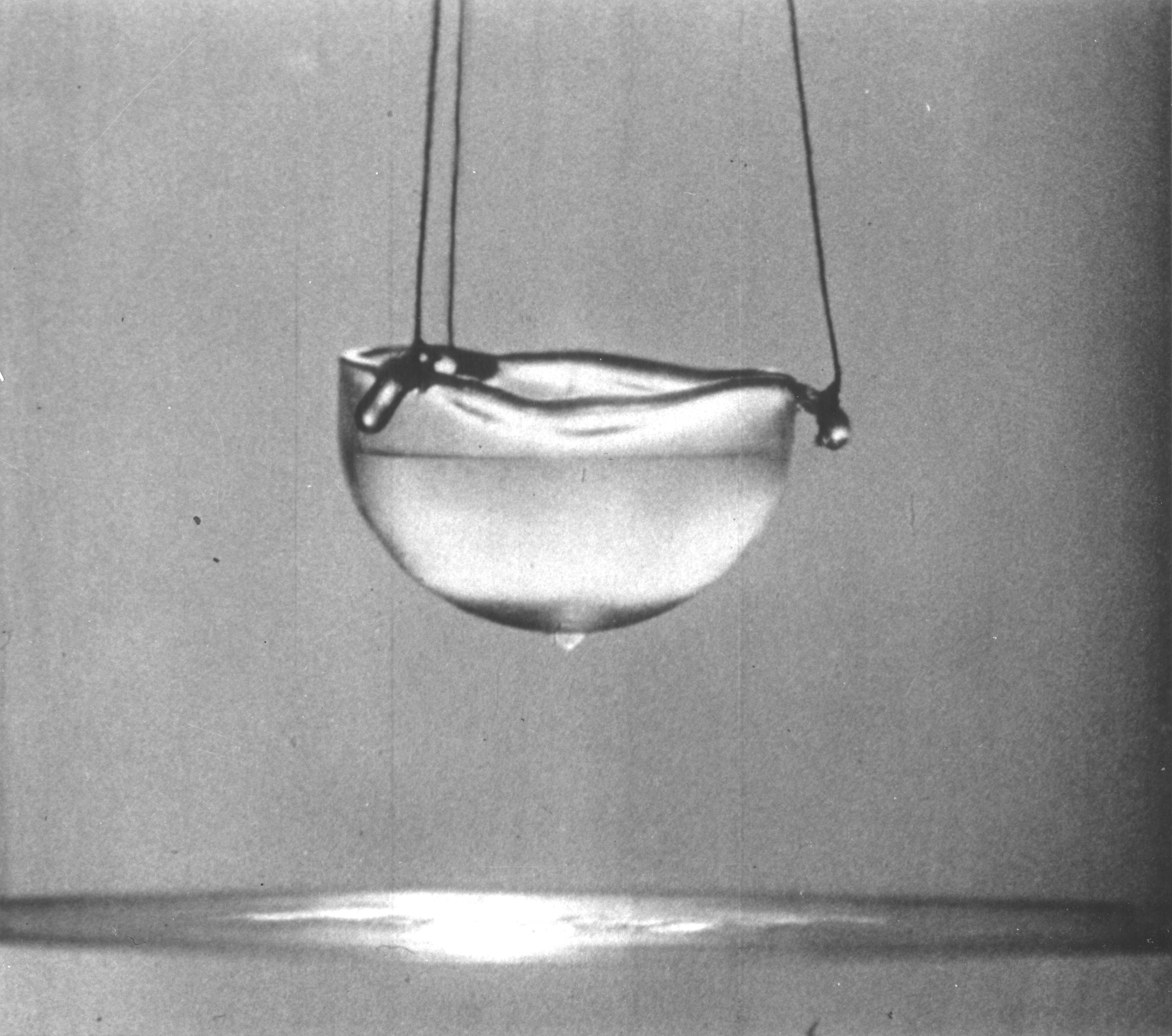
Het supervloeibaar helium kruipt over de rand

Neem een bekerglas met een keramische bodem. Zo'n bodem bevat capillairen. In het bekerglas doet men helium I en vervolgens verlaagt men de temperatuur tot het lambdapunt. Er ontstaat helium II dat spontaan over de randen van het bekerglas 'kruipt'.

## Nobelprijzen
Er zijn verschillende personen die, in verband met onderzoek naar superfluïditeit, Nobelprijzen hebben gekregen:
- In 1913 ontving Heike Kamerlingh Onnes de Nobelprijs voor de Natuurkunde voor het vloeibaar maken van helium.
- In 1978 ontving Pjotr Kapitsa de Nobelprijs voor de Natuurkunde voor onderzoek naar de lagetemperaturenfysica.
- In 1996 ontvingen David Lee, Douglas Osheroff en Robert Richardson de Nobelprijs voor de Natuurkunde voor hun ontdekking van superfluïditeit in helium-3.
- In 2003 ontvingen Alexei Abrikosov, Vitaly Ginzburg en Anthony Leggett de Nobelprijs voor de Natuurkunde voor hun pioniersbijdrage aan de theorie van supergeleiding en superfluïditeit.